# Boursault

Boursault este o comună în departamentul Marne, Franța. În 2009 avea o populație de 461 de locuitori.